# NAMUR
NAMUR — международная ассоциация пользователей технологий автоматизации в промышленности (нем. Interessengemeinschaft Automatisierungstechnik der Prozessindustrie).
Штаб-квартира ассоциации находится в Леверкузене, Германия. Ассоциация представляет интересы, а также поддерживает обмен опытом между более чем 140 компаний—членов, а также с другими ассоциациями и организациями. Результаты работы публикуются в виде рекомендаций NAMUR и представлены в национальных и международных органах по стандартизации в качестве предлагаемых стандартов.

## История
Учреждена в 1949 году группой специалистов немецких химических концернов, таких как BASF, Bayer и другие. Оригинальное название организации нем. Normenarbeitsgemeinschaft für Mess- und Regeltechnik in der chemischen Industrie, откуда и возник акроним NAMUR.
К членству в NAMUR первоначально допускались компании химической, фармацевтической и нефтехимической промышленности. В 2003 году членство было распространено на все компании в обрабатывающих отраслях промышленности, в том числе машиностроительных предприятий. Тем не менее, компании-поставщики оборудования не могут быть членами NAMUR во избежание конфликта интересов.

## Сигнализация по стандарту NAMUR
Основная статья NAMUR-Sensor

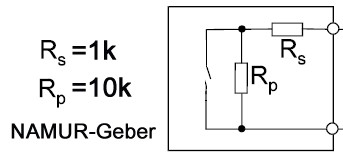
Схема концевика по NAMUR

Ассоциация наиболее известна разработкой интерфейса постоянного тока для дискретных датчиков, которые могут быть применены во взрывоопасных зонах. Схемотехника датчика позволяет определять отказы в линии, например замыкание или обрыв. Впоследствии интерфейс был утвержден как международный стандарт IEC 60947-5-6(1999) Low-voltage switchgear and controlgear — Part 5-6: Control circuit devices and switching elements — DC interface for proximity sensors and switching amplifiers (NAMUR)
Согласно стандарту активный вход NAMUR питает цепь внутренним источником напряжения +8,2 В через внутренний резистор 1 кОм и измеряет ток в цепи, распознавая состояния согласно таблице:
| Диагностика | Состояние         | Ток в цепи, мА |
| ----------- | ----------------- | -------------- |
| Норма       | Контакт разомкнут | от 0,2 до 2,1  |
| Норма       | Контакт замкнут   | от 2,2 до 6,5  |
| Отказ       | Обрыв линии       | менее 0,2      |
| Отказ       | Замыкание линии   | более 6,5      |